# محوطه بلیدی
محوطه بلیدی مربوط به هزاره ۱- دوران‌های تاریخی پس از اسلام است و در شهرستان نمین، بخش عنبران، روستای عنبران علیا واقع شده و این اثر در تاریخ ۲۴ تیر ۱۳۸۲ با شمارهٔ ثبت ۹۱۶۰ به‌عنوان یکی از آثار ملی ایران به ثبت رسیده است.